# Sławomir Olko
Sławomir Franciszek Olko (ur. 10 czerwca 1969 w Chorzowie) – polski inżynier, ekonomista i muzyk, doktor nauk ekonomicznych, inżynier organizacji i zarządzania. Absolwent SP 23 im. Włodzimierza Lenina, Śląskich Technicznych Zakładów Naukowych i Politechniki Śląskiej.
Współzałożyciel, wokalista i gitarzysta zespołu szantowego Perły i Łotry Szanghaju, autor aranżacji wokalnych i wokalno-instumentalnych dla tego i innych zespołów. Obecnie nieaktywny jako muzyk.
Wykładowca Wydziału Organizacji i Zarządzania Politechniki Śląskiej oraz Technoparku Gliwice, współpracownik Górnośląskiej Agencji Przekształceń Przedsiębiorstw. Autor wielu publikacji naukowych z dziedziny zarządzania marketingowego, zarządzania relacjami organizacyjnymi, kultury organizacyjnej, benchmarkingu, analiz SWOT. Członek zespołów badawczych m.in. Zespołu Analiz Rynku Śląskiego Centrum Zaawansowanych Technologii, projektu Tworzenia Sieci Współpracy i Struktur Wspierających w Województwie Śląskim.
Zamieszkały od urodzenia w Katowicach. Żonaty z Jolantą, syn Radosław, córka Mirosława, brat Zbigniew.